# Talbot Tagora
Talbot Tagora var en øvre mellemklassebil bygget af Talbot mellem 1981 og 1984.
Da  Chrysler Europes model Chrysler-Simca 180 var begyndt at blive forældet i design, og egentlig et flop, begynde man i stedet at arbejde på en efterfølger. Denne gang sigtede man højere, og den nye model skulle være større og mere luksuriøs end 180. Desuden antog man at den sekscylindrede PRV-motor var et godt valg for at kunne sælge en bil i direktionsklassen. Da PSA Peugeot Citroën overtog Talbot i 1978 var arbejdet med den nye bil kommet så langt, at den nye ledelse gav grønt lys for lancering. Men først blev den tilpasset for at kunne benytte så mange Peugeot 604-komponenter som muligt.
PSA ændrede navnet på Chrysler Europe til Talbot, og bilen blev præsenteret på Paris Motor Show i 1980 som Talbot Tagora. Desværre gjorde Talbot'en ikke et større indtryk på markedet end sin forgænger. En grund til dette kan være bilens intetsigende formgivning. Desuden var Talbot et nyt navn uden prestige, og bilen havde intet at tilbyde som fik kunderne til at vælge Tagora frem for dens konkurrenter. Produktionen indstilledes i begyndelsen af 1984, og varemærket Talbot forsvandt et par år senere.
Motorer
| Model | Motor                  | Slagvolume | Effekt | Brændstofsystem    |
| ----- | ---------------------- | ---------- | ------ | ------------------ |
| GLS   | 4-cyl. rækkemotor SOHC | 2155 cm³   | 115 hk | Enkelt karburator  |
| TD    | 4-cyl. rækkemotor ohv  | 2304 cm³   | 80 hk  | Turbodiesel        |
| SX    | V6-motor SOHC          | 2664 cm³   | 170 hk | Dobbelt karburator |